# گرگ مارکس
گرِگ مارکس (انگلیسی: Greg Marcks؛ زادهٔ ۱۲ اوت ۱۹۷۶) کارگردان فیلم و فیلم‌نامه‌نویس اهل ایالات متحده آمریکا است.
از فیلم‌ها یا مجموعه‌های تلویزیونی که وی در آن‌ها نقش داشته استT می‌توان به ۱۱:۱۴ اشاره نمود.